# Alex Wenger
Alex Wenger (* 30. Mai 1975 in Baar im Kanton Zug) ist ein Schweizer Multimedia-Künstler und Autor.

## Leben und Werk
Wengers Werk besteht aus Digitalkunst, Multimedia- und Internet-Projekten, in denen er die Möglichkeiten der Kunst untersucht, Inhalte zum Ausdruck zu bringen oder zu verändern. 1996 gewann er mit dem ersten interaktiven Weihnachtsbaum im Web einen Preis der u-asta der Universität Freiburg. 2001 folgte dann mit pixel ein Projekt mit Manuel Odendahl, welches sich mit der Narrativität des analog-digitalen Übergangs in die Pixelwelt beschäftigt.
Mitte 2007 begannen die Arbeiten zu dem Projekt Aland am ZKM in Karlsruhe. Mit Philip Pocock und weiteren Gruppenmitgliedern entstand ein Kunstwerk für die dritte Biennale in Sevilla/Spanien. Die drei Philosophen Moses Maimonides, Muhammad Tufail und Federico Lorca unterhalten sich dabei als virtuelle Personen, wobei ihre Gespräche mit Bildern aus Flickr und Google mittels einer automatischen Bildersuche untermalt werden. Diese Unterhaltung wird live von vielen verschiedenen Kameras wie bei einem Fernsehinterview gefilmt, wobei manche der Kameras dabei auch nur wenige Quadratzentimeter große Ausschnitte betrachten, und sie dadurch nur eine sehr eingeschränkte Sichtweise bekommen. Diese dabei entstehenden Bilder werden immer und immer wieder vermischt und auf unzähligen Monitoren und Handydisplays angezeigt. Aland steht dabei auch für Hypercinema und Post-Montage, für die sich immer mehr selbst beschäftigenden Medien, Computer beobachten Computer. Während des Projekts konnten alle dabei entstandenen Daten (Gespräche der künstlichen Philosophen und Bilder) life auf der Projekthomepage nachgesehen werden.
Fast zeitgleich mit dieser Arbeit entstand auch das Buch Arduino, Physical Computing für Bastler, Designer & Geeks, welches im Verlag O’Reilly veröffentlicht wurde. Es richtet sich besonders an alle Quereinsteiger im Bereich Elektronik und Mikrocontroller, bietet aber auch eine solide Grundlage als Nachschlagewerk für alle Arduino-Nutzer.
Im Mai 2009 wurde das Projekt Flirp auf der contemporary art ruhr 09 (C.A.R.) / Messe für zeitgenössische Kunst ausgestellt, ein autonom mit einer Solarzelle betriebenes (sustainability) Kunstobjekt.
2009 wurde Aland für ein halbes Jahr im Nam June Paik Museum in Korea ausgestellt.
2010 entstand das Werk Tannenbaum braucht Zuwendung in Zusammenarbeit mit Max-Gerd Retzlaff.
2011 wurde die Zusammenarbeit mit Max-Gerd Retzlaff weitergeführt und im Rahmen einer Ausschreibung des ZKM Karlsruhe entstand das Werk »uoısuǝɯıp ɹǝɥʇo«. Mittels einer 3D-Kamera werden die Menschen in der Ausstellung gefilmt und ihre Umrisse per Laserprojektion auf einer transparenten Fläche wieder dargestellt. Diese besteht aus feinen Glasfasern, die das Licht brechen, so dass ein Eindruck von freiem Schweben im Raum entsteht.
Für die Ausstellung Global Control and Censorship im ZKM eine Installation, welche die Daten von Smartphones, die diese versenden, sichtbar macht und die Beziehungen und Ort der Personen visualisiert.

## Ausstellungen / Werke (Auswahl)
- 2008: Aland: scopic regimes of uncertainty (mit Philip Pocock, Julian Finn, Linus Stolz, Others), Biacs3, Spanien
- 2009: Buch: Arduino, Physical Computing für Bastler, Designer & Geeks, O’reilly / ISBN 978-3-89721-995-3
- 2009: flirp, contemporary art ruhr 09[4]
- 2009: Aland (mit Philip Pocock, Julian Finn, Linus Stolz, Others), Nam June Paik Art Center, Korea
- 2010: Tannenbaum braucht Zuwendung (mit Max-Gerd Retzlaff)
- 2011: »uoısuǝɯıp ɹǝɥʇo« Gewebtes Licht (mit Max-Gerd Retzlaff) ZKM, Karlsruhe[6][7]
- 2011: »uoısuǝɯıp ɹǝɥʇo« Vision. Das Sehen, Weimar, (mit Max-Gerd Retzlaff)[8]
- 2015: 3. Oktober 2015 – 31. Juli 2016: Installation DatenSpuren im Rahmen der Ausstellung GLOBAL CONTROL AND CENSORSHIP im ZKM, Karlsruhe[9]
- 2017: 29. April 2017 – 18. Juni 2017: Installation DatenSpuren in der Kunsthalle Tallinn / Estland[10]
- 2017: Installation DatenSpuren. Nová Synagóga in Žilina, Slovakia.[11]
- 2018: 26. Januar 2018 – 1. März 2018: Installation DatenSpuren in der Galerie Arsenal Bialystok[12]
- 2018: 10. April 2018: Installation DatenSpuren in Vilnius[13]
- 2018: 27. August 2018 – 28. Oktober 2018: Installation DatenSpuren in der Nationalbibliothek in Riga[14]